# Třída E (1912)
Třída E byla třída diesel-elektrických ponorek britského královského námořnictva. Jednalo se o zvětšenou a vylepšenou verzi předcházející třídy D. Celkem bylo postaveno 57 jednotek této třídy. Ve službě byly od roku 1913. Dělily se do tří podskupin, označených E1, E9 a E21. Ve službě byly v letech 1913–1922. Jediným zahraničním uživatelem třídy bylo australské královské námořnictvo se dvěma ponorkami. Třída E tvořila za první světové války jádro britského ponorkového loďstva. Ve válce jich bylo 25 zničeno a jedna zajata.

## Stavba

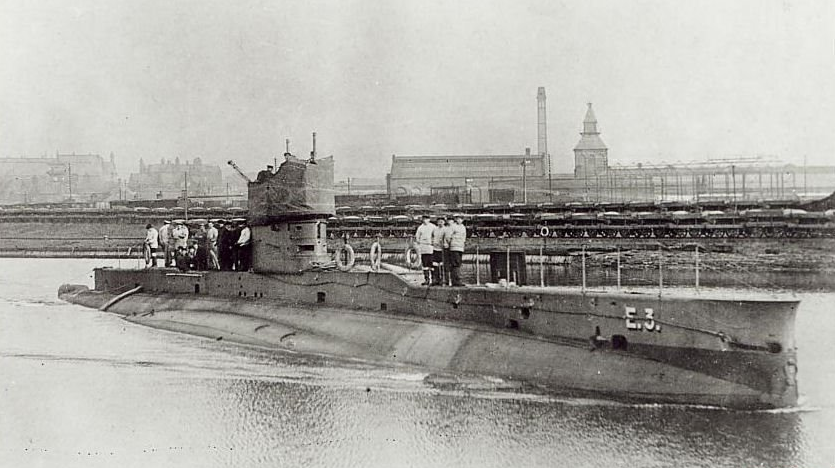
Ponorka HMS E3

Celkem bylo v letech 1911–1917 postaveno 57 jednotek této třídy. Z toho 55 získala Velká Británie a dvě Austrálie. Během stavby byly ponorky postupně vylepšovány, a proto se třída dělí na tři podskupiny. První skupinu tvořily britské ponorky E1 až E8 a australské AE1 a AE2, druhou ponorky E9 až E20 a třetí ponorky E21 až E27 a E29 až E56. Do jejich stavby se zapojilo celkem 13 loděnic: Vickers v Barrow-in-Furness (20 ks), Chatham Dockyard v Chathamu (6 ks), William Beardmore & Co. v Dalmuiru (6 ks), Armstrong Whitworth (4 ks), Cammell Laird v Birkenhead (3 ks), William Denny and Brothers v Dumbartonu (3 ks), John Brown & Co. v Clydebanku (3 ks), Swan Hunter ve Wallsendu (3 ks), Fairfield Shipbuilding and Engineering Company v Govanu (2 ks), Scotts Shipbuilding and Engineering Company v Greenocku (2 ks), John I. Thornycroft & Co. ve Woolstonu (2 ks), White (1 ks), Yarrow v Glasgow (1 ks).

## Konstrukce

### Podtřída E1

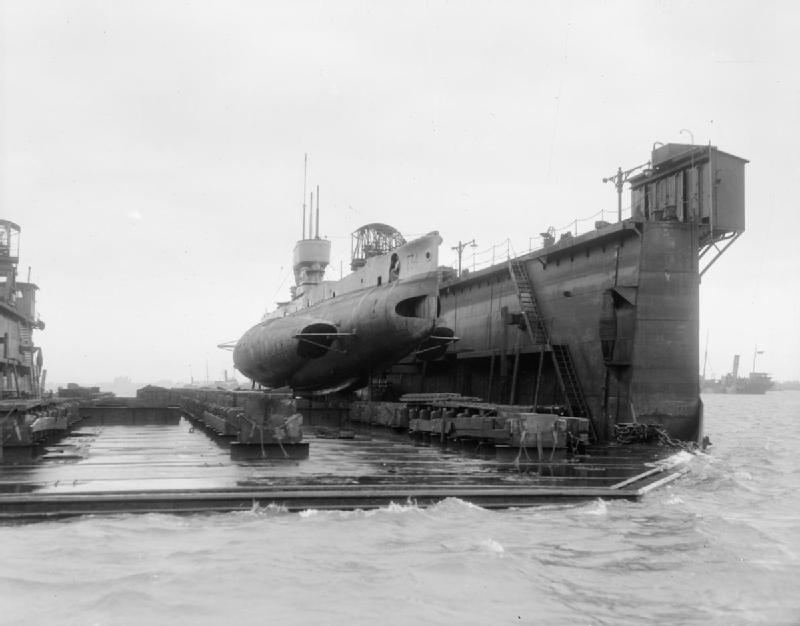
Ponorka HMS E34 v suchém doku

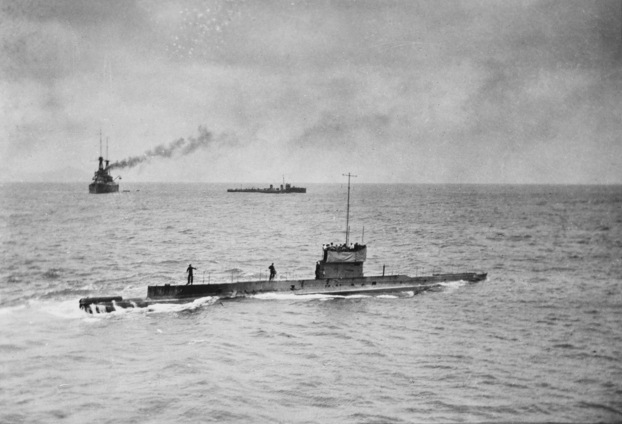
Australská ponorka HMAS AE1

Ponorky třídy E měly jako první trup členěný vodotěsnými přepážkami na několik oddílů. Varianta E1 byla vybavena dvěma přepážkami a třemi oddíly. Ponorky byly vyzbrojeny čtyřmi 457mm torpédomety (dva příďové a po jednom na každém boku). Využívána byla torpéda Mk.8 s účinným dosahem 2800 m a maximálním dosahem 5500 m. Jako první britské ponorky byly vyzbrojeny 76mm (nebo 102mm) kanónem, který byl lafetován za velitelskou věží. Pohonný systém tvořily dva diesely Vickers o výkonu 1600 hp a dva elektromotory o výkonu 860 hp, pohánějící dva lodní šrouby. Nejvyšší rychlost na hladině dosahovala 15 uzlů a pod hladinou 9 uzlů. Dosah byl 3000 námořních mil při rychlosti 10 uzlů na hladině. Operační hloubka ponoru až 30 metrů.

### Podtřídy E9 a E21
Konstrukce byla upravena na základě zkušeností s provozem třídy D a prvních ponorek třídy E. Ponorky měly mimo jiné tři vnitřní přepážky dělící trup na čtyři úseky. Výzbroj tvořilo pět 457mm torpédometů (dva příďové, po jednom na každém boku a jeden záďový) a jeden kanón. Šest ponorek (E24, E34, E41, E45, E46 a E51) bylo upraveno pro kladení min. Celkem 20 min bylo neseno místo bočních torpédometů.

## Služba

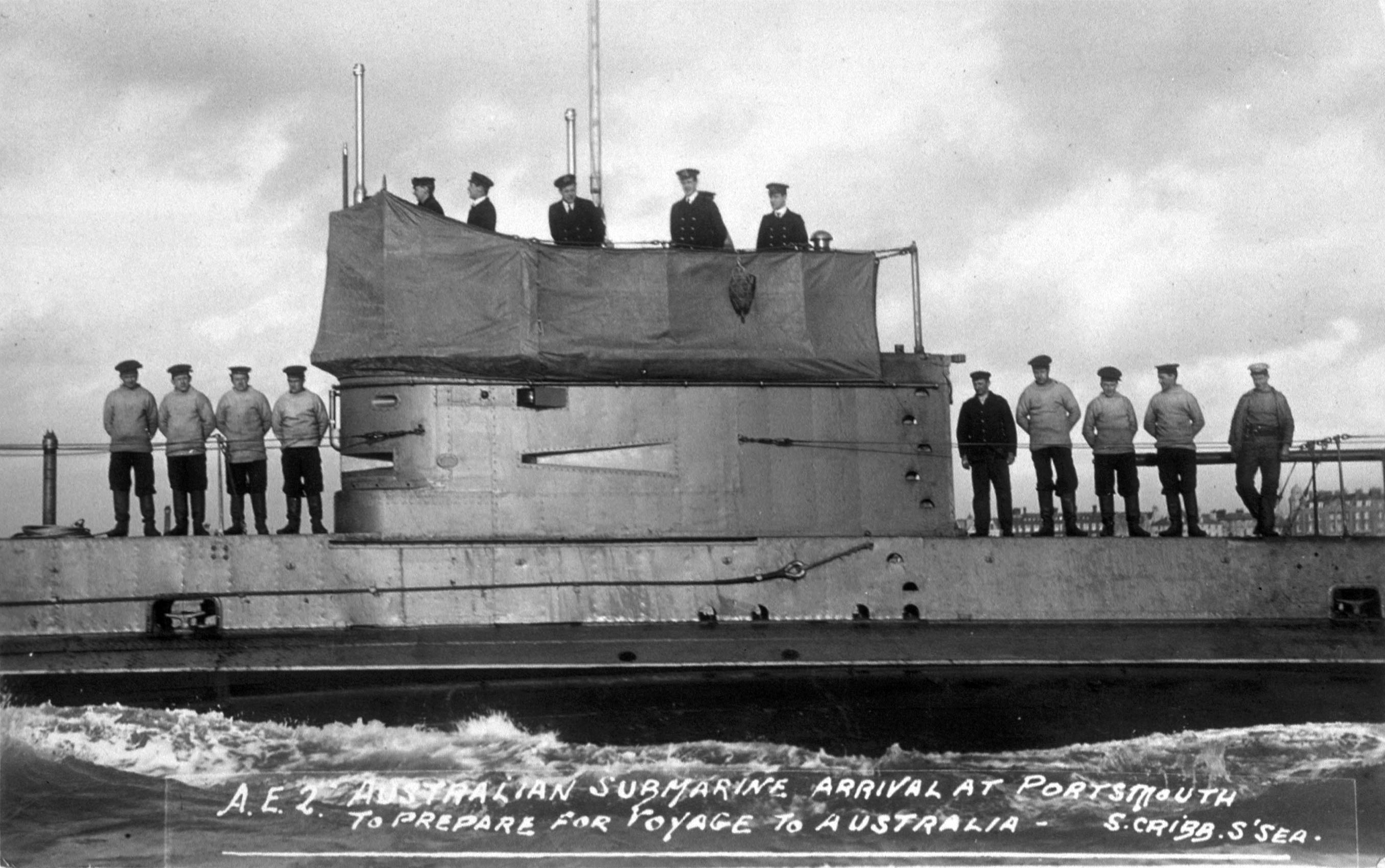
Detail věže australské ponorky HMAS AE2

Ponorky třídy E byly intenzivně nasazeny za první světové války. Ve službě dosáhly značných úspěchů. Jejich hlavními operačními oblastmi bylo Severní moře a Baltské moře, přičemž během Operace Gallipoli několikrát pronikly do Marmarského moře. V boji bylo 25 potopeno a jedna byla zajata. Vyřazeny byly do roku 1922.